# Edinburgh Dungeon
Edinburgh Dungeon er en turistattraktion under jorden i centrum af Edinburgh på East Market Street. Det er et rædselskabinet med skuespillere og interaktive ture, der viser forskellige historiske begivenheder fra Skotlands historie i en uhyggelig stil, og det blev grundlagt i 2000.
Edinburgh Dungeon ejes af Merlin Entertainments Group, og det er én af otte dungeons i europa, der også tæller The Amsterdam Dungeon, Berlin Dungeon, Blackpool Tower Dungeon, The Castle Dungeon på Warwick Castle, Hamburg Dungeon og York Dungeon.